# 14656 Lijiang
14656 Lijiang este un asteroid din centura principală de asteroizi.

## Descriere
14656 Lijiang este un asteroid din centura principală de asteroizi. A fost descoperit pe 29 decembrie 1998 la Xinglong în cadrul programului Beijing Schmidt CCD Asteroid Program. Asteroidul prezintă o orbită caracterizată de o semiaxă mare de 2,72 ua, o excentricitate de 0,04 și o înclinație de 9,9° în raport cu ecliptica.